# عسل‌خوارواران
عسل‌خوارواران (نام علمی: Meliphagoidea) نام یک بالاخانواده از زیرراسته پرنده آوازخوان است.

## خانواده‌ها
- خانواده پری‌گنجشکان: fairy-wrens, emu-wrens و grasswrens
- خانواده مرغ فرچه‌ای: bristlebirds.
- خانواده چکاوک اقیانوسیه: scrubwrens, thornbills و gerygones
- خانواده عسل‌خوار: honeyeaters